# Standards Live

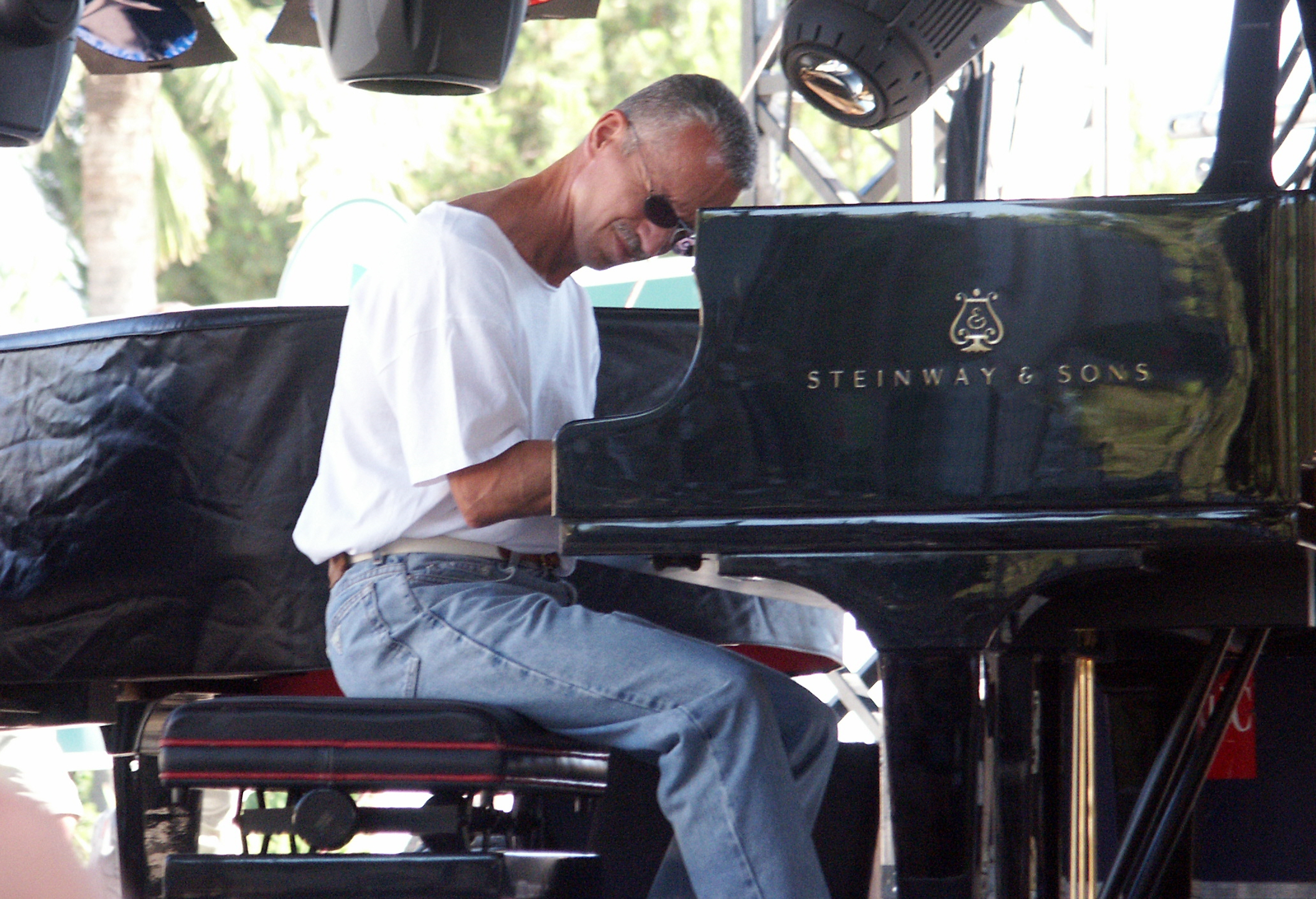
Keith Jarrett (2003)

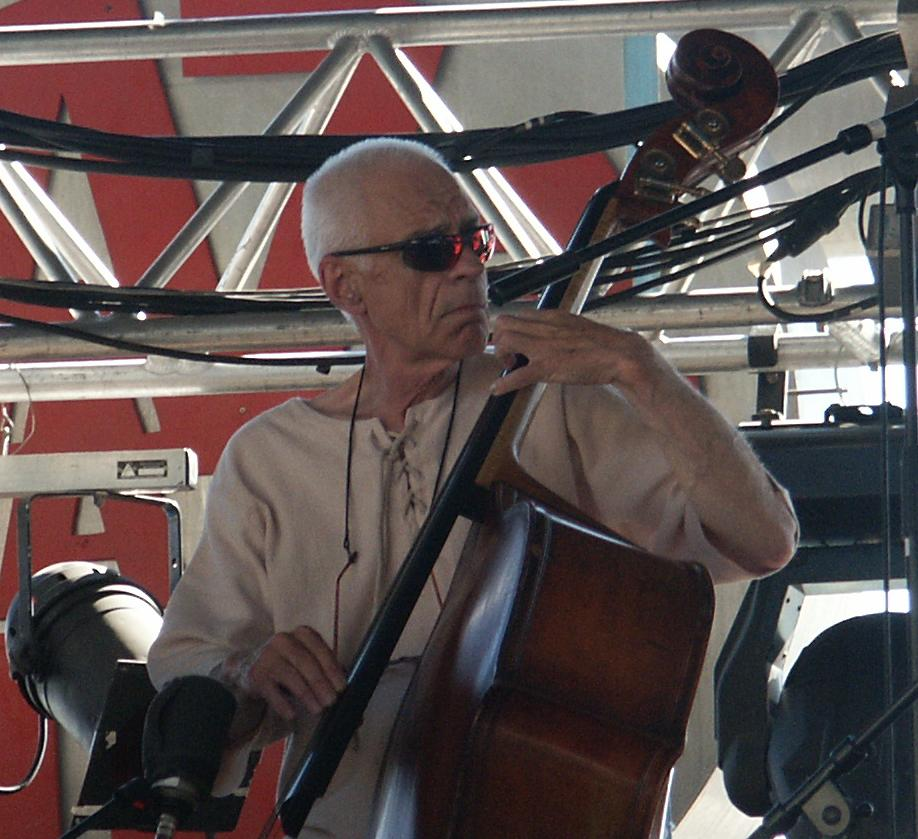
Gary Peacock (2003)

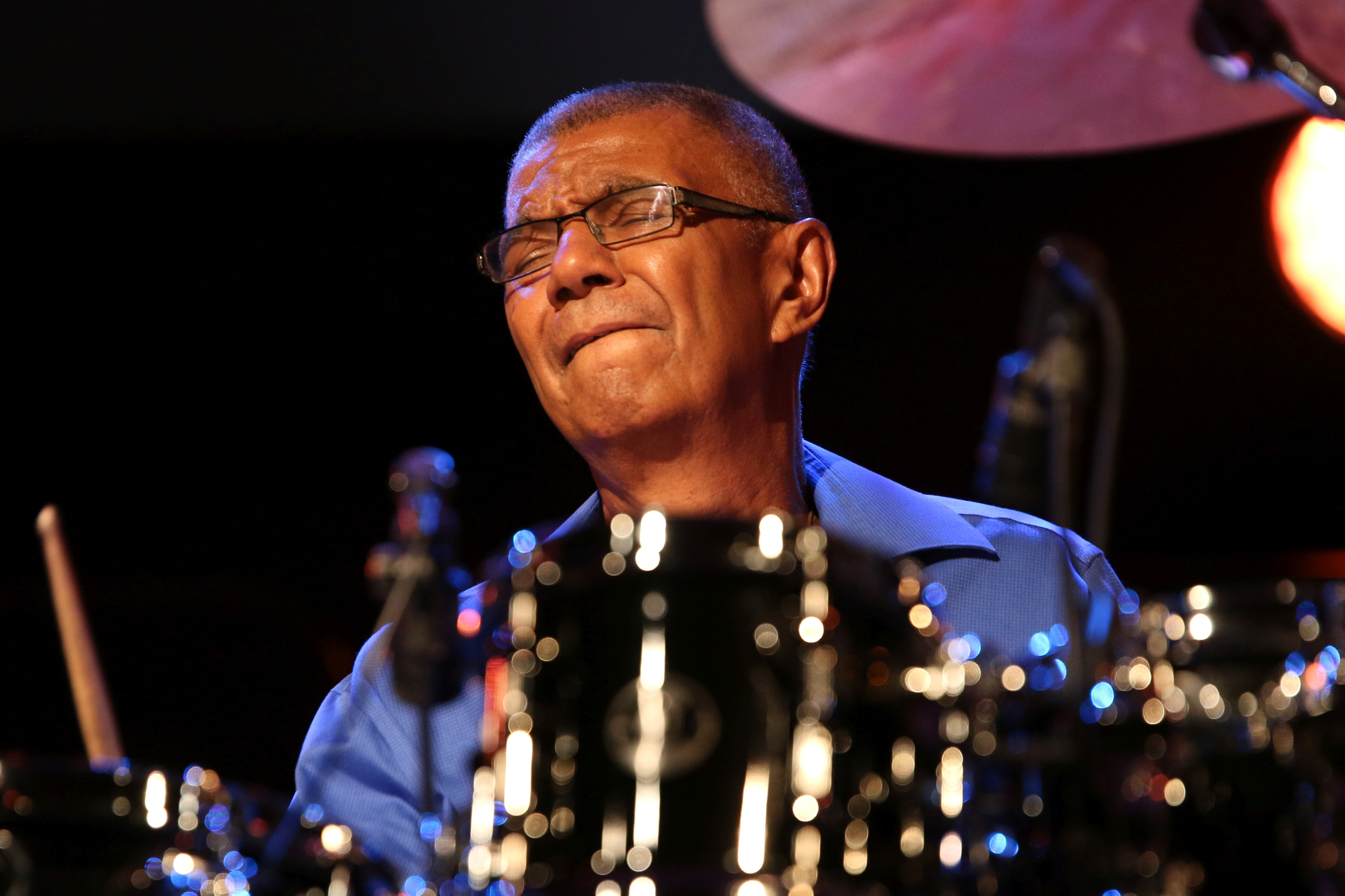
Jack DeJohnette (2015)

Standards Live ist ein Jazzalbum des US-amerikanischen Pianisten Keith Jarrett, gemeinsam mit Gary Peacock am Kontrabass und Jack DeJohnette am Schlagzeug. Die am 2. Juli 1985 bei einem Konzert im Palais des Congrès in Paris mitgeschnittenen Aufnahmen erschienen 1986 bei ECM Records.

## Hintergrund
Das Album ist das erste einer langen Reihe von Live-Alben, die bei ECM Records vom sog. Standards Trio veröffentlicht wurden. Die Aufnahmen wurden am zweiten Tag der Europa-Tournee des Trios bei ihrem Konzert im Palais des Congrès in Paris aufgezeichnet. Die Tournee, die 12 Konzerte an 26 Tagen umfasste, führte das Trio 1985 von Paris (1. und 2. Juli), über Ravenna (3. und 4. Juli), Montreux (10. Juli), Den Haag (12. Juli), Lyon (15. Juli), Salon-de-Provence (17. Juli), Donostia-San Sebastián (18. und 19. Juli), Antibes (23. Juli) nach Montpellier (26. Juli).

## Titelliste
- Keith Jarrett, Gary Peacock, Jack DeJohnette – Standards Live[2]

1. Stella by Starlight (Ned Washington, Victor Young) – 11:15
2. The Wrong Blues (William Engvick, Alec Wilder) – 8:03
3. Falling in Love with Love (Lorenz Hart, Richard Rodgers) – 8:44
4. Too Young to Go Steady (Harold Adamson, Jimmy McHugh) – 10:10
5. The Way You Look Tonight (Dorothy Fields, Jerome Kern) – 9:31
6. The Old Country (Nat Adderley, Curtis Lewis) – 6:36

## Rezeption
Allmusic bewertet das Album mit 4 von 5 Sternen und der Jazzkritiker Scott Yanow stellt fest, dass „das Zusammenspiel der Musiker ständig beeindruckend war“. In einer späteren Rezension bei Allmusic meint Michael G. Nastos „Keith Jarretts Standards Trio breitet seine Flügel bei Live-Auftritten so klug und würdevoll aus wie keine andere Gruppe seit den ähnlich großen Bill Evans-Ensembles drei Jahrzehnte zuvor.“
Der Rough Guide to Jazz charakterisiert das Konzert als „außergewöhnlich“ und hebt die Darbietung von Too Young to Go Steady als „eine der perfektesten und exaltiertesten Trio-Darbietungen im gesamten Jazz“ hervor.
In seiner Jarrett-Biografie beschreibt Ian Carr das Album als „Superlativ: die unglaubliche Dynamik, die schiere Kreativität der drei Männer, das Gefühl der Ekstase, das das ganze Konzert durchdringt, und das Zusammenspiel und die Interdependenz des Trios“. Carr hebt vor allem Stella by Starlight als „exquisit und ergreifend“ hervor.
Das Jazzecho schreibt: „Und so schlugen Keith Jarrett, Gary Peacock und Jack DeJohnette denn auf ihren beiden Europa-Tourneen 1985 weitere Seiten des “Great American Songbook” auf. Was seinerzeit im Studio zu so überzeugenden Resultaten geführt hatte, bestand auch den Test im Live-Kontext. ... Diese Musik ist extrovertierter, direkter. Und die Platte vermittelt auch vieles von dem, was in einem Konzert an Interaktion zwischen Musikern und Publikum geschehen kann.“
Die New York Times kommentiert: „Die Schwerkraft ist aufgehoben, wenn das Keith Jarrett Trio spielt“. Und The Penguin Guide to Jazz vergeben 3 von 4 Sternen.